# Modelo RAT
El modelo RAT (Replacement, amplification y transformation) es un sistema de evaluación para los docentes en referencia a la implementación en el aula de diversas tecnologías educativas, mediante un sistema de autoevaluación que les permita introducir reestructuraciones y mejoras con un enfoque crítico y constructivo del proceso de enseñanza-aprendizaje digital.

## Historia
En sus inicios, este modelo fue diseñado para la enseñanza K-12, aunque también se ha empleado en la enseñanza superior. Joan Hughes, desarrolló el modelo RAT en 1998 fruto de su investigación de tesis doctoral en la Universidad Estatal de Michigan.

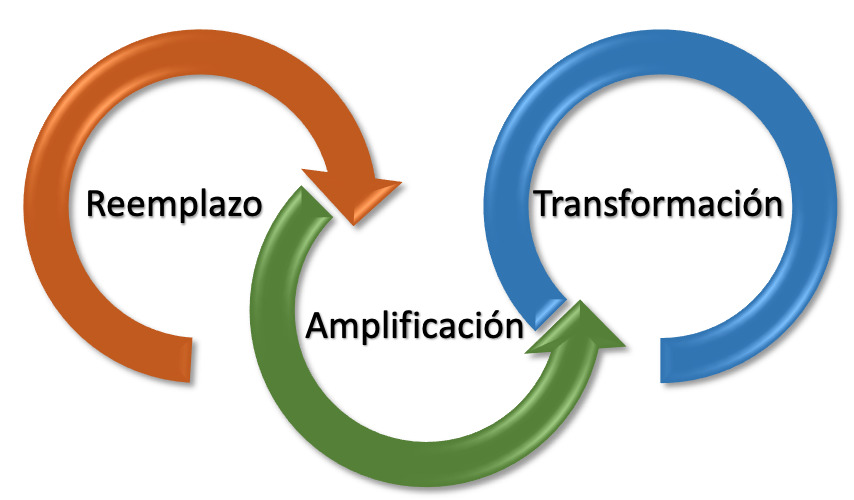

Este modelo toma como referencia estudios anteriores, establece su modelo basádose en la diferenciación de tres niveles relativos a la integración de las TIC en el aula:
- Reemplazo: la tecnología se trabaja como un medio alternativo para el mismo objetivo de enseñanza.
- Amplificación:  la tecnología aumenta la eficiencia y productividad sin introducir cambios sustanciales.
- Transformación: la tecnología modifica elementos de la enseñanza, el aprendizaje o el plan de estudios de forma innovadora y creativa.

El modelo establece que la adopción de cualquiera de estos niveles, facilita la integración de TIC en el contexto educativo, aunque considera como una integración efectiva la progresiva implementación secuenciada de las tres, que culminaría con la integración total de las tecnologías (ver imagen 1), obteniendo como resultado la modificación del modelo de enseñanza.
Destaca que las fases de amplificación y transformación son en las que se obtienen óptimos resultados, pero solo en la fase de transformación se produce el cambio del proceso del modelo de aprendizaje. De esta manera se motiva a los docentes a emplear el modelo RAT para observar y valorar la utilización de la tecnología en las clases.

## Tecnología y educación
El interés de los profesores hacia la incorporación de las tecnologías en los procesos de enseñanza-aprendizaje ha generado numerosos estudios sobre su papel en las aulas. Algunos ponen el foco en el rol del profesor, del alumno, en la construcción de aprendizaje o en el instrumento digital en sí mismo. Sin embargo, son pocos los que categorizan el uso o integración que hacen los docentes de las nuevas tecnologías en la educación que engloban la web 2.0 y muchas las metas a cumplir en este ámbito aún en el año 2021.
Las tecnologías de la información y comunicación ofrecen una gran variedad de oportunidades con la introducción de la realidad aumentada, las plataformas virtuales de enseñanza y una mejora del análisis de aprendizaje. A pesar de la gran variedad de oportunidades se observa que los principales usos de la tecnología son el almacenamiento y transmisión de información, y la motivación del alumnado.
Con este objetivo, surge la necesidad de evaluar cómo se están introduciendo las tecnologías de la información y comunicación en las aulas donde la metodología toma un papel vital en el cambio de enfoque pedagógico. Son varios los modelos que han surgido de esta problemática, como el modelo TPACK creado por Matthew J. Koehler y Punya Mishra o el modelo RAT. Tras el análisis de la evaluación del método y de sus resultados, se sugiere que el docente es el elemento central y conector entre la enseñanza y la incorporación de las tecnologías.
El trabajo de Joan Hughes, Scharber Cassandra y Thomas Ruth aporta un modelo de evaluación de esta integración mediante la definición de unas categorías novedosas. El objetivo del marco teórico es ofrecer una guía de ayuda en la toma de decisiones de los docentes a la hora de integrar la tecnología en las aulas. Además, el modelo RAT surge de la necesidad de simplificar y reducir la ambigüedad del modelo SAMR.

## Niveles RAT
Se exponen a continuación los tres niveles de integración de las tecnologías de información y comunicación en el aula:
- Reemplazar (R): hace referencia a la mera sustitución de las tecnologías por otros objetos, de manera que no se genera un cambio profundo en las estrategias o metodologías de aprendizaje. En palabras de su autora, "La tecnología sirve como un medio distinto de la misma instrucción final".[9]

- Amplificar (A): en este nivel de integración, se utilizan las tecnologías para la realización de diferentes actividades de instrucción, mejorando los procesos de aprendizaje de los alumnos, su productividad y su eficiencia, ampliando las capacidades pero sin modificar el fundamento de las actividades.

- Transformar (T): se trata del nivel más alto de integración de las tecnologías de información y comunicación y es el nivel objetivo. Las tecnologías transforman las estrategias de aprendizaje, los contenidos, los procesos cognitivos, la resolución de problemas e incluso los roles en el aula. La tecnología permite en este nivel unas formas de instrucción que no eran concebibles sin ella, haciendo posible la participación a otras personas y el acceso a nuevos contenidos.[11]

### Procesos de integración de las tecnologías de la información y comunicación
Los docentes son los encargados de introducir las tecnologías de la información y comunicación en su práctica docente. Pueden incorporarlas en varias fases en función del uso que se las dé, la vinculación curricular, y la adopción por parte de los alumnos. Según Joan Hughes, el profesor podrá pasar de una categoría RAT a otra de manera incluso inconsciente y no necesariamente de manera definitiva. Es decir, el uso de las tecnologías de información y comunicación puede avanzar o retroceder en distintos momentos. 
Los procesos involucrados son:
- Reemplazo-Amplificación (R-A): es el traspaso del uso convencional de una determinada tecnología hacia una mayor integración de esa misma tecnología en la tarea o actividad. La nueva tecnología es capaz de modificar los procesos instruccionales de enseñanza-aprendizaje.[9]

- Amplificación-Transformación (A-T): en este proceso, la tecnología empleada no solo facilita o mejora un determinado proceso educativo, sino que lo transforma generando verdaderos cambios en la práctica docente y en el proceso de enseñanza-aprendizaje. Joan Hughes reconoce que este cambio supone un gran salto que solo puede darse si el docente cuenta con una sólida base pedagógica y tecnológica.[9]

## Categorías de uso
Las fases o etapas que contiene el modelo RAT, son:
- Tecnología como reemplazo: esta dimensión integra la tecnología en el proceso de enseñanza-aprendizaje, sin modificar los objetivos de la tarea ni los procesos de aprendizaje. La tecnología es utilizada como un recurso diferente para obtener los objetivos. La dimensión se fundamenta en repetir un método de enseñanza que ya tiene resultado en el aula; lo que cambia es el recurso para conseguir el objetivo deseado.[2]
- Tecnología como amplificación: pretende ampliar las prácticas educativas y el aprendizaje del alumnado potenciando un mayor uso de las tecnologías en el contexto educativo, que permita aumentar la proactividad y productividad, constituyendo una mejora cualitativa. Pretende un uso más efectivo de los recursos tecnológicos por encima del cambio metodológico,[3] sin alterar las bases de conocimiento marcadas. Las tareas diseñadas permanecen iguales, sin embargo la tecnología amplía las capacidades en cuanto a eficacia o racionalización, alcanzando mayor eficiencia en cuanto a metas, contenidos y el proceso de aprendizaje en su conjunto. No altera el modelo metodológico del aprendizaje.
- Tecnología como transformación: busca y realiza la modificación de las tres dimensiones específicas: el método de instrucción, los procesos de aprendizaje de los estudiantes, y  las metas de la materia, a través de la implantación del uso de las nuevas tecnologías en la educación, de manera que estas rediseñan por completo el proceso educativo, produciendo un verdadero cambio de modelo de aprendizaje. Es la etapa más ambiciosa; se diferencia de la etapa de reemplazo en que no reitera patrones, y de la de amplificación, en que aunque ambas pueden producir un aumento de la productividad, solo la transformación produce verdadero cambio.[2]

Se completa la definición de la etapa de transformación mediante la descripción de las siguientes características, que definen tanto el proceso de aprendizaje del alumno como los métodos de instrucción, y cuya aplicación acaba por reestructurar tanto las tareas como la forma en que se suceden los procesos de pensamiento del usuario:
- Se produce una modificación del trabajo mental realizado por los alumnos.
- Introduce nuevas variables en el proceso mental.
- La modificación de las herramientas durante el aprendizaje produce un cambio en la organización.
- En la transformación se involucran nuevos agentes.
- Se crean nuevas oportunidades para otros nuevos tipos de aprendizaje, diferentes a los enfoques tradicionales.

La integración de la tecnología como recurso, no transforma el modelo pedagógico de por sí, sin embargo, la adopción progresiva del modelo RAT, sí permite un cambio de modelo de aprendizaje en su última fase. La  implantación de los diderentes niveles conlleva cierto grado de dificultad, pese a eso este modelo presenta un modelo más simple que los anteriores.

## Aplicación del modelo RAT
Para llevar a cabo la evaluación de la contribución de la tecnología, según el modelo RAT, Joan Hughes propone analizar sistemáticamente tres aspectos generales. Estos son los métodos instruccionales, el proceso de aprendizaje del alumno y el currículum. En cada uno de estos aspectos generales se podrán identificar distintos temas sobre los que realizar la evaluación, que podrán ser específicos de cada escuela o contexto de enseñanza.
- Métodos instruccionales: Está compuesto por el rol del profesor, la interacción con los estudiantes, la evaluación de los estudiantes y la preparación de metodologías.
- Proceso de aprendizaje del alumno: Son las actividades de aprendizaje, los procesos de pensamiento, la transferencia de pensamiento, la motivación y la metodología de trabajo.
- Currículum: Son los conocimientos curriculares y los procedimientos curriculares.

Para cada tema, se deben responder una serie de cuestiones que ayuden a puntuar en una matriz el nivel de integración de las tecnologías de la información y comunicación conseguido en cada uno de los tres aspectos generales.

## Relación con otros modelos: TPACK y SAMR
El modelo RAT refleja que el hecho de implementar las TIC en el proceso de enseñanza-aprendizaje no implica de por sí un beneficio directo si no se procura un uso adecuado de las mismas, pues esto no constituiría un estímulo positivo en el proceso de cambio educativo. En relación con esto, existen diferentes modelos que se centran en analizar los diferentes procesos de integración de las nuevas tecnologías, destacando entre ellos el modelo TPACK (Technological Pedagogical Content Knowledge) y el modelo SAMR (Substitution, Augmentation, Modification, Redefinition).
Como antecedente al modelo RAT, encontramos TPACK que estudia la integración de la tecnología en la educación. Fue desarrollado entre 2006 y 2009, se basa en la combinación de tres variables en las que cada docente debe formarse: conocimiento tecnológico, conocimiento pedagógico y conocimiento del contenido. Este modelo establece que la introducción de las nuevas tecnologías a la educación debe unificar sus propuestas y tener una repercusión directa en el docente, transformando así su formación y su práctica profesional.

## Prospectiva
Varios autores e investigadores en la rama de la educación y las tecnologías han desarrollado aportaciones novedosas sobre el modelo RAT y sobre las características necesarias que tiene que cumplir la tecnología para su empleo en las escuelas.
Chris Nesselbein proponen añadir al modelo RAT una categoría adicional denominada Liderazgo. Este nivel se referiría al alcanzado por los docentes que animan y trabajan por la incorporación e integración de las tecnologías de la información y comunicación al resto de la comunidad educativa.
Desde otro punto de vista, la investigadora Avril Loveless ha definido una serie de aspectos diferenciales de las nuevas tecnologías que deben evaluarse de cara a su óptima implementación en la educación. Estos aspectos son la provisionalidad, la interactividad, la capacidad, el alcance, la velocidad y las funciones automáticas.
Otros autores apuntan a la necesidad de concentrarse en qué aspecto de la tecnología es novedoso, único y supone una mejora diferencial respecto a los métodos clásicos de enseñanza. A veces no es necesario sustituir el método y las herramientas tradicionales con tecnologías de la información y las comunicaciones modernas, ya que solo se está reemplazando el método pero no se produce un aumento de la enseñanza y aún menos una transformación.
En la actualidad, el equipo de Joan Hughes sigue trabajando en una ampliación y profundización del modelo RAT así como una mejor definición de sus niveles o categorías de integración.